# Municipio de San Francisco Sola
El municipio de San Francisco Sola es uno de los 570 municipios que conforman al estado mexicano de Oaxaca. Pertenece al distrito de Sola de Vega, dentro de la región sierra sur. Su cabecera es la localidad de San Francisco Sola.

## Geografía
El municipio abarca 103.23 km² y se encuentra a una altitud promedio de 1420 m s. n. m., oscilando entre 2800 y 1300 m s. n. m.

## Demografía
De acuerdo al último censo, realizado por el INEGI en 2010, en el municipio habitan 1509 personas, repartidas entre 10 localidades.